# Gordoncillo (kommun)
Gordoncillo är en kommun i Spanien.   Den ligger i provinsen Provincia de León och regionen Kastilien och Leon, i den norra delen av landet, 240 km nordväst om huvudstaden Madrid. Antalet invånare är 494. Arean är 23,4 kvadratkilometer. Gordoncillo gränsar till Valderas, Fuentes de Carbajal, Valdemora, Castilfalé, Mayorga och La Unión de Campos. 
Terrängen i Gordoncillo är platt.